# Adventure Time
Adventure Time (conocida como Hora de aventura en Hispanoamérica y Hora de aventuras en España) es una serie animada de televisión estadounidense creada por Pendleton Ward para Cartoon Network. La serie sigue las aventuras de Finn, un niño (va creciendo con la serie con 12 años al principio hasta los 17 a la actualidad), y Jake, un perro mágico que puede cambiar de forma, estirarse y encogerse a voluntad, que habitan en la posapocalíptica Tierra de Ooo. A lo largo de la serie interactúan con los otros personajes principales : Princess Bubblegum (Dulce Princesa), Ice King (Rey Helado) y Marceline(la reina vampiro).
La serie contó con 10 temporadas y 3 miniseries para televisión, Cartoon Network anunció una undécima temporada en versión cómic, publicando el primer capítulo en octubre de 2018; además, se confirmó el estreno de un especial de cuatro capítulos de una hora llamado Adventure Time: Distant Lands; dicho especial se estrenó en mayo de 2020 inicialmente en los Estados Unidos y posteriormente a nivel mundial en exclusiva a través del nuevo servicio de streaming HBO Max. En agosto de 2021, se anunció la producción de un spin-off llamado Adventure Time: Fionna and Cake, que se estrenó también en exclusiva en Max en agosto de 2023.

## Origen y desarrollo del concepto
La serie está basada en un corto del año 2007 producido por Nicktoons y Frederator Studios. Debido al éxito que obtuvo, sobre todo en Internet, Cartoon Network lo recogió para convertirse en una serie completa y se estrenó oficialmente el 5 de abril de 2010. La estructura de los episodios emitidos se compone de dos capítulos de once minutos aproximadamente que son dispuestos en un bloque de treinta minutos.
Desde su emisión, Adventure Time se ha ido convirtiendo en una serie de culto en Internet. El programa ha recibido críticas positivas y ha desarrollado un fuerte seguimiento entre los niños (mayores de 10 años), adolescentes y adultos, muchos de los cuales son atraídos debido a su creativo estilo de animación y argumento sencillo y directo pero que engloba un macro texto complejo que evoluciona y se diversifica a medida que avanza el tiempo, ambos basados en la extravagancia, surrealismo y el humor absurdo. Adventure Time ha ganado seis Premios Primetime Emmy entre doce nominaciones, tres Premios Annie entre diecinueve nominaciones, dos British Academy Children's Awards, un premio Motion Picture Sound Editors y un Premio Peabody. La serie también ha sido nominada para Critics' Choice Television Award, y un premio del Festival de Cine de Sundance, entre otros. Su cómic spin-off ganó un Premio Eisner y dos Premios Harvey. Además, la serie también ha producido diversas prendas de vestir y de mercancías, videojuegos, cómics, figuras, juguetes y compilaciones de DVD.

## Argumento
La serie sigue las aventuras de Finn y su mejor amigo y hermano Jake, un perro mágico. Viven en la Tierra de Ooo, un entorno lleno de personajes surrealistas y animales que hablan, donde la magia y la alta tecnología se unen para crear extraños y nuevos artefactos. A medida que transcurren los eventos, la trama adquiere complejidad con el paso de la serie, y la mágica Tierra de Ooo pasa a convertirse en un escenario post-apocalíptico, como resultado de una terrible guerra nuclear que puso fin a la raza humana, donde los residuos tóxicos y la contaminación provocaron una serie de mutaciones que dieron origen a los habitantes de Ooo. Finn, es uno de los pocos humanos supervivientes.

## Desarrollo

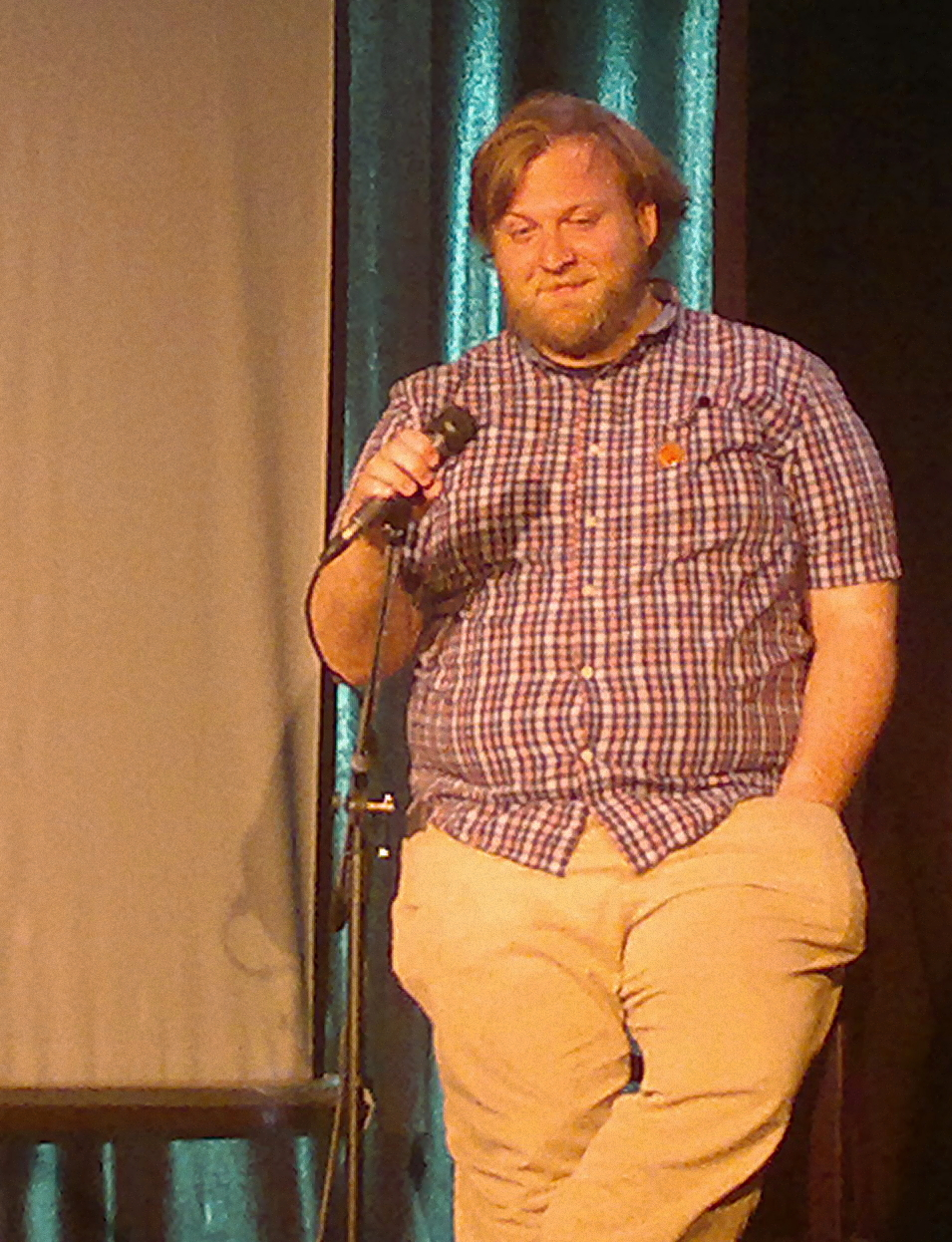
Pendleton Ward, el creador de Adventure Time

### Concepto y creación
La serie comenzó con un pequeño corto con una duración de siete minutos, estrenado por Nicktoons Network en enero de 2007. Esta cadena rechazó el programa dos veces. Posteriormente comenzó su producción con Cartoon Network.
De acuerdo con Ward, el estilo usado en la serie fue influenciado por su estancia en el California Institute of the Arts, así como por su trabajo como guionista de The Fairly Oddparents. Ward trata de incluir "bellos" momentos como en la película animada Mi vecino Totoro, de Hayao Miyazaki, y también un poco de humor subversivo. Ward intenta que el programa tenga cierta lógica física, en lugar de un mundo caricaturesco; a pesar de que exista magia en la serie, el guionista trata de crear una consistencia interna en cuanto a cómo los personajes interactúan con su mundo. También hay una similitud reconocida por el propio Pendleton Ward con la obra La Mazmorra, observándose un tono similar en la existencia de acontecimientos mágicos y sorprendentes, tomados por los personajes con cotidianidad. Fred Seibert, productor ejecutivo, compara el estilo de la animación con el de El gato Félix, así como con las series animadas de Max Fleischer.

### Producción

#### Escritura y Guion Gráfico
En cuanto al tono y el género, Ward -un fanático confeso de las emociones ambivalentes, como sentirse "feliz y asustado al mismo tiempo"- ha descrito la serie como una "comedia oscura". También ha citado el juego de rol de fantasía Dungeons & Dragons -del que son devotos muchos de los guionistas de la serie- como inspiración para el programa. En Estados Unidos, la serie está clasificada como TV-PG; Ward dijo que nunca quiso sobrepasar los límites de la clasificación PG, señalando en una entrevista con Art of the Title que "nunca pensó realmente en la clasificación... no nos gustan las cosas demasiado asquerosas. Nos gustan las cosas bonitas y agradables". Ward pretendía que el mundo de la serie tuviera una lógica física coherente, y aunque la magia existe en la historia, los guionistas de la serie intentaron crear una consistencia interna en las interacciones de los personajes con el mundo.
En una entrevista con The A.V. Club, Ward dijo que el proceso de escritura de la serie solía empezar con los guionistas contándose lo que habían hecho la semana anterior para encontrar algo humorístico sobre lo que construir. También dijo: "Muchas veces, si estamos realmente atascados, empezaremos a decir todo lo que se nos ocurra, que suele ser lo peor, y entonces otro pensará que eso es terrible pero le dará una idea mejor y la bola empieza a rodar así". Debido a la apretada agenda de escribir y coordinar una serie de televisión, los guionistas no tenían tiempo para jugar a Dragones y Mazmorras, pero seguían escribiendo historias con las que "querrían jugar a D&D". A veces, los guionistas y los artistas del storyboard se reunían y jugaban a juegos de escritura. Un juego que se utilizaba a menudo se llamaba "cadáver exquisito"; un guionista empieza una historia en una hoja de papel y otro intenta terminarla. Pero aunque algunos episodios (como el de la quinta temporada, "Puhoy", y el de la sexta, "Jake the Brick") se han generado utilizando este juego, Ward ha confesado que "las ideas suelen ser terribles". El ex artista de storyboard y director creativo Cole Sánchez dijo que los guiones de los episodios se crean ampliando las buenas ideas producidas por estos juegos de escritura, o se basan en una idea propuesta por un artista de storyboard con la esperanza de que pueda desarrollarse en un episodio.
Después de que los guionistas presenten las historias, las ideas se recopilan en un esquema de dos o tres páginas que contiene "los momentos importantes". A continuación, los episodios se pasaban a los artistas de storyboard (a menudo denominados coloquialmente "boarders"). Mientras que muchos dibujos animados se basan en la presentación de guiones a los ejecutivos de la cadena, Cartoon Network permitió a Hora de Aventura "crear sus propios equipos de forma orgánica" y comunicarse mediante storyboards y animatics. Rob Sorcher dijo que este novedoso enfoque se aprobó porque la empresa trataba con "gente principalmente visual", y que al utilizar los guiones gráficos los guionistas y artistas podían aprender y crecer "haciendo realmente el trabajo". Los artistas del storyboard trabajaban generalmente en un episodio por parejas, independientemente de los demás guionistas, lo que, según el escritor independiente David Perlmutter en su libro America Toons In, contrarrestaba el tedio creativo y evitaba que los episodios fueran "iguales en contenido o tono".  Los artistas del storyboard disponían de una semana para hacer un "thumbnail" (boceto) de un storyboard y completar los detalles con la acción, los diálogos y los chistes. El showrunner de la serie y sus directores creativos revisaban el guion gráfico y tomaban notas. Los artistas disponían de otra semana para poner en práctica las notas y limpiar el episodio.

#### Animación
Tras las revisiones de la escritura, los actores de doblaje grababan sus partes para los episodios y se compilaba un animatic para reducir la duración a los once minutos necesarios. A continuación, artistas especializados creaban los diseños de accesorios, personajes y fondos. Según el antiguo diseñador principal de personajes, Phil Rynda, la mayor parte de esta preproducción se hacía en Photoshop. Mientras que el diseño y el coloreado de los episodios se realizaban en Burbank, California, la animación propiamente dicha se llevaba a cabo en Corea del Sur por Rough Draft Korea o Saerom Animation.  La animación de un episodio solía llevar entre tres y cinco meses. La animación se dibujaba a mano en papel, que luego se componía digitalmente y se pintaba con tinta y pintura digital. El productor ejecutivo Fred Seibert comparó el estilo de animación del programa con el de El gato Félix y varios dibujos animados de Max Fleischer, pero dijo que su mundo estaba igualmente inspirado en "el mundo de los videojuegos [sic]".
Mientras los episodios se realizaban en Corea del Sur, el equipo de producción en Estados Unidos trabajaba en las repeticiones, la música y el diseño de sonido. Una vez terminada, la animación se enviaba a Estados Unidos, donde era inspeccionada por el equipo de producción, que buscaba errores en la animación o "cosas que no se animaban como [el equipo] pretendía". Estos problemas se solucionaron en Corea y se finalizó la animación. Desde la elaboración de la historia hasta su emisión, cada episodio tardaba entre ocho y nueve meses en crearse; por ello, se trabajaba en varios episodios al mismo tiempo.
Aunque la gran mayoría de los episodios de la serie fueron animados por estudios de animación coreanos, Hora de Aventura contó ocasionalmente con animadores y directores invitados. Por ejemplo, el episodio de la segunda temporada, "Guardians of Sunshine", se realizó en parte en 3D para emular el estilo de un videojuego. El episodio de la quinta temporada "A Glitch is a Glitch" fue escrito y dirigido por el cineasta y escritor irlandés David OReilly, y cuenta con su característica animación en 3D. El animador James Baxter animó algunas escenas y personajes tanto en el episodio de la quinta temporada "James Baxter the Horse" como en el de la octava "Horse & Ball". El episodio de la sexta temporada, "Food Chain", fue escrito, guionizado y dirigido por el director de anime japonés Masaaki Yuasa, y fue animado íntegramente por el estudio de Yuasa, Science SARU. Otro episodio de la sexta temporada, "Water Park Prank", cuenta con animación Flash de David Ferguson. Un episodio de stop-motion titulado "Bad Jubies", dirigido por Kirsten Lepore, se emitió a mediados de la séptima temporada. Por último, Alex y Lindsay Small-Butera, conocidos por su serie web Baman Piderman, contribuyeron a la animación del episodio de la octava temporada "Beyond the Grotto" y del episodio de la novena temporada "Ketchup".

#### Secuencia de títulos y música
Cuando Ward estaba desarrollando las secuencias de la serie, el borrador consistía en tomas rápidas y viñetas que eran "una especie de locura [y] sin sentido", que aludían al tema de las aventuras extravagantes de la serie. Estos borradores incluían "a los personajes... golpeando a fantasmas y monstruos al azar, saltando a través de cualquier cosa y todo [y] había un montón de bombas atómicas al final". Más tarde, Ward calificó esta versión de "muy tonta". Envió el borrador a Cartoon Network; no les gustó y querían algo más gráfico, como la introducción de La Tribu de los Brady. Inspirándose en las secuencias de títulos de Los Simpson y Pee-wee's Playhouse, Ward desarrolló una nueva secuencia de títulos con un barrido panorámico de la Tierra de Ooo mientras una nota de sintetizador subía lentamente hasta que sonaba el tema principal. El borrador de Ward para esta idea se entregó a los animadores de la maqueta, que entonces finalizaron el tiempo de la secuencia. A partir de ahí, la secuencia evolucionó; mientras Ward añadía "cosas tontas de los personajes", Patrick McHale centró su atención en el plano del Rey del Hielo y le dio una sonrisa de "libro de [curso] de secundaria". El equipo también se esforzó por conseguir que las sombras en el plano en el que aparece Marceline fueran correctas. Después del barrido, la secuencia pasa a la canción principal, que suena mientras se muestran planos de Finn y Jake en su aventura. Para esta parte de la secuencia, Ward se inspiró en los aspectos "simples" de la introducción de la película de comedia de 2007 Superbad. Cuando el tema menciona a "Jake el perro" y "Finn el humano", los nombres de los personajes aparecen junto a sus cabezas, con un color sólido de fondo. La secuencia se finalizó inmediatamente antes de la emisión de la serie.
La canción homónima de la serie es cantada por Ward, acompañado de un ukelele. Se escucha por primera vez en el episodio piloto; en esa versión, Ward se acompaña de una guitarra acústica. Para la versión utilizada en la serie, Ward cantó en un registro más alto para que coincidiera con el rango más alto del ukelele. La versión final del tema musical iba a ser originalmente una versión temporal. Ward dijo: "Grabé la letra del título inicial en la sala de animación, donde tenemos un pequeño micrófono de mala calidad, para poder añadirla a los títulos y enviarla a la cadena. Después, intentamos volver a grabarla y no me gustó... Sólo me gustaba la provisional". Dado que el tema final de la serie se grabó originalmente como una pista temporal, se pueden escuchar ruidos ambientales en todo momento. Por ejemplo, el sonido de Derek Drymon tecleando se puede escuchar mientras Jake camina por el Reino del Hielo. Según Ward, gran parte de la música de la serie tiene un "siseo y arenilla" similares porque uno de los compositores originales de la serie, Casey James Basichis, "vive en un barco pirata que ha construido dentro de un apartamento [y] se oyen chirriar las tablas del suelo y muchos otros sonidos extraños". A medida que el programa avanzaba, el amigo de Basichis, Tim Kiefer, se unió al programa como compositor adicional. Los dos trabajan ahora juntos en la música.
La secuencia de títulos y la canción principal de la serie se han mantenido prácticamente constantes a lo largo de toda la serie, con siete excepciones. Durante los episodios de Fionna y Cake (a saber, "Fionna y Cake" de la tercera temporada, "Bad Little Boy" de la quinta temporada, "The Prince Who Wanted Everything" de la sexta temporada, "Five Short Tables" de la octava temporada, y "Fionna and Cake and Fionna" de la novena temporada), la serie ejecuta una secuencia de introducción diferente que refleja la original, con la principal excepción de que todos los personajes tienen los géneros cambiados, y el tema es cantado por la antigua revisora de storyboards Natasha Allegri. Asimismo, las introducciones de las tres miniseries de la serie son únicas: la introducción de Stakes (2015), centrada en Marceline, pone la mayor parte del énfasis en Marceline, y el tema musical lo canta Olivia Olson; la introducción de Islands (2017) adopta una temática náutica, destaca los personajes principales de la miniserie y la canta Jeremy Shada; y la introducción de Elements (2017) presenta imágenes que reflejan los cuatro elementos principales del universo de Hora de Aventuras (es decir: fuego, hielo, limo y caramelo) y la canta Hynden Walch. Las introducciones de los episodios animados por invitados "A Glitch Is a Glitch" y "Food Chain" son únicas, y cuentan con la animación de David OReilly y Masaaki Yuasa, respectivamente. Por último, el final de la serie, "Come Along With Me", presenta una introducción que ofrece a los espectadores un vistazo al futuro de Ooo, mil años después de Finn y Jake. Esta introducción presenta a los nuevos personajes Shermy y Beth y es cantada por esta última (con la voz de Willow Smith).
La serie incluye regularmente canciones y números musicales. Muchos de los miembros del reparto -incluidos Shada, Kenny y Olson- cantan las canciones de sus personajes. Los personajes a menudo expresan sus emociones con canciones; ejemplos de ello son la canción de Marceline "I'm Just Your Problem" (de la tercera temporada "What Was Missing") y la de Finn "All Gummed Up Inside" (de la tercera temporada "Incendium"). Mientras que la música de fondo de la serie está compuesta por Basichis y Kiefer, las canciones que cantan los personajes suelen estar escritas por los artistas del storyboard. Y aunque es una rareza general, la serie también hace referencia ocasionalmente a la música popular. Al principio de la serie, Frederator, la productora de Seibert, subía ocasionalmente maquetas y versiones completas de canciones cantadas por los personajes a su página web oficial, y cuando el equipo de producción creó una cuenta de Tumblr de la serie, se recuperó esta tradición de publicar maquetas y versiones completas de canciones al público. El 20 de noviembre de 2015, el sello Spacelab9 publicó un LP de 12" de edición limitada con muchas de las canciones de Marceline, al que siguió una banda sonora de la serie de 38 canciones en octubre de 2016.

### Ambientación

#### Mitología
La serie tiene una mitología canónica -o un argumento general y una historia de fondo- que se amplía en varios episodios. Esta mitología se refiere principalmente a la naturaleza de la Guerra de los Champiñones, el origen del principal antagonista de la serie, el Lich, y la historia de varios de los personajes principales y recurrentes de la serie. Ward señaló en una ocasión que los detalles de la Guerra de los Champiñones y la oscura mitología de la serie forman "una historia que merece la pena contar", pero también consideró que la serie sería mejor si "bailara en torno a lo pesada que es la historia de Ooo".

### Historia de fondo
La serie transcurre en un continente ficticio llamado "Tierra de Ooo", en un futuro post-apocalíptico unos mil años después de "La Gran Guerra de los Champiñones", un holocausto nuclear. Según Ward, el espectáculo tiene lugar "después de que las bombas han caído y la magia ha vuelto al mundo". Antes de que la serie fuera totalmente desarrollada, la intención original de Ward era que la Tierra de Ooo fuera simplemente "mágica". Pero debido a este cambio ahora las criaturas son mutaciones por la radiación de las bombas nucleares, a excepción de Finn, Simon Petrikov y Marceline y las nuevas especies nacidas después de la guerra.

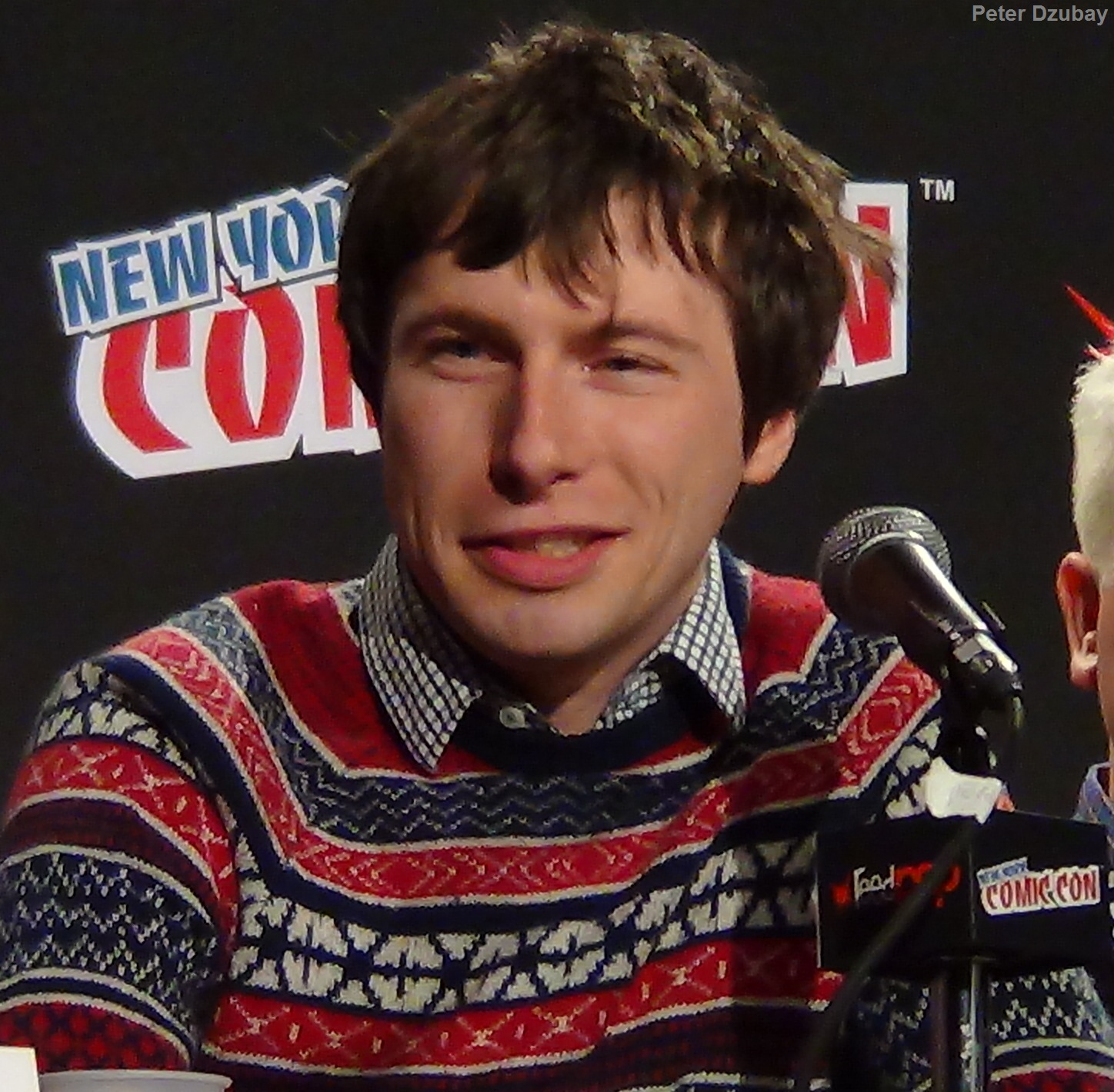
Patrick McHale fue el director creativo de Adventure Time para las primeras dos temporadas.

Después de que Business Time saliera al aire, en el que un iceberg que contiene hombres de negocios flota en la superficie de un lago, y los reaniman, el espectáculo de repente se convirtió en post-apocalíptico. A partir de ahí muchas referencias acerca de esto se fueron dando a lo largo de la serie. En Ocean of Fear se puede ver una ciudad bajo el agua; en Her Parents la madre de Lady Rainicorn comenta: Pensábamos que ya no quedaban humanos; en The Witch's Garden se muestra un río de basura compuesto por artefactos de esta época; en Heat Signature se ve un edificio en ruinas y un helicóptero militar incendiado. También, en el episodio de Video Makers, Jake menciona que los avisos contra la piratería en las películas, muy semejantes a los del FBI, provienen de antes de "La Gran Guerra de los Champiñones", lo que podría ser una referencia a la forma de "champiñón" que adquiere la nube que se forma después de la detonación de una bomba nuclear. En otro capítulo, Susan Strong, Finn cree haber encontrado humanos ocultos en un pozo con miedo al exterior, la entrada a este pozo es en realidad la puerta de un búnker anti-atómico. En el capítulo Memory of a Memory se ve en los recuerdos de Marceline que cuando era un demonio de aproximadamente nueve años sin señales de ser vampiro, la Tierra era el escenario de posguerra, con fuego, árboles secos, armamento militar y bombas nucleares. De la misma forma en el episodio I Remember You, Marceline encuentra una nota de Ice King, quien la cuidaba cuando era una niña, en la que menciona que ellos dos son los únicos sobrevivientes.
Uno de los elementos más contundentes sucede en el episodio Sons of Mars cuando Finn y Jake son transportados a Marte y Finn logra ver fugazmente la Tierra durante su traslado; es entonces que se ve el planeta sin la mitad del hemisferio Norte, aunque el cráter en el hemisferio Norte se había mostrado con anterioridad en el episodio Five Short Graybles en donde aparece en un holograma de la Tierra al comenzar el capítulo. Hasta ahora la serie no ha explicado la razón de la extinción parcial de la humanidad en la Tierra, pero sí ha explicado la causa, como lo es "La Gran Guerra de los Champiñones", esto por la radiación y destrucción.

### Representación LGBTQ+
Rebecca Sugar dijo que después de incorporarse al programa como guionista, "se hizo más consciente de lo que realmente estamos diciendo al excluir a los personajes [LGBTQ]" de la televisión infantil, lo que le parecía "cada vez más grave". En los años siguientes empezó a trabajar duro para poner "personajes LGBTQIA en contenidos de categoría G". El programa presentó a los espectadores dos personajes homosexuales: Marceline la Reina Vampiro y la Dulce Princesa. Sugar trató de fomentar la relación entre estos dos personajes a través de su trabajo en la serie, y un personaje de género fluido(BMO). Inicialmente, aunque muchos de estos temas queer se incluyeron en los episodios como subtexto (para evitar la controversia o la censura de la cadena), los episodios posteriores -como el final de la serie "Come Along with Me" y el especial de Tierras Lejanas "Obsidian"- ampliaron abiertamente estos temas, llevándolos al primer plano de la trama de la serie. En un artículo de Vanity Fair de marzo de 2021, Sugar dijo que el "equipo creativo la animó a poner sus propias experiencias vitales en el personaje de Marceline", pero cuando esto llevó a una "trama romántica entre Marceline y la Dulce Princesa", los ejecutivos de Cartoon Network intervinieron. Este momento llevó a Sugar y al resto del equipo de la serie a ver el límite de lo que podían lograr, en términos de representación.
En septiembre de 2021, Abbey White, reportera de Insider y The Hollywood Reporter, señaló el interés de la serie por "la inconformidad de género y el intercambio de géneros", y argumentó que Princesa Grumosa pone patas arriba las normas de género.

### Final y spin-offs
Durante las últimas temporadas de la serie, se habló en Cartoon Network de concluir la serie. Olivia Olson, que ponía la voz a Marceline, dijo que como esta discusión se prolongó durante un tiempo "el final de la serie se estaba estirando y estirando y estirando". El director de contenidos, Rob Sorcher, explicó a Los Angeles Times la decisión de la cadena de poner fin a la serie, declarando:
Adventure Time se emitía cada vez menos en Cartoon Network, pero estábamos avanzando hacia un gran volumen de episodios. Y realmente empecé a pensar que "[el final] no puede llegar rápidamente como una decisión repentina de la compañía, tiene que ser una conversación durante un periodo de tiempo". Y también me di cuenta de que si no terminamos esto pronto, vamos a tener una generación de fans que se graduará a través de la televisión demográfica a la que se dirige Cartoon Network y no habremos completado un pensamiento para ellos.
En consecuencia, el 29 de septiembre de 2016, Cartoon Network confirmó que la serie concluiría tras su décima temporada. El último episodio de la serie es un especial, titulado "Come Along with Me"; el especial fue escrito y guionizado por Tom Herpich, Steve Wolfhard, Seo Kim, Somvilay Xayaphone, Hanna K. Nyström, Aleks Sennwald y Sam Alden, y Graham Falk. La historia fue desarrollada por Herpich, Wolfhard, Ashly Burch, el showrunner Adam Muto, el guionista principal Kent Osborne, Jack Pendarvis, Julia Pott y el creador de la serie Pendleton Ward. El antiguo diseñador de fondos Ghostshrimp regresó después de haber dejado oficialmente la serie durante la cuarta temporada.
Según Osborne, Cartoon Network proporcionó a los guionistas "la oportunidad de pasar mucho tiempo pensando en el final" antes de que terminara la producción. En una entrevista con TV Guide, Muto explicó que los guionistas de la serie utilizaron muchos de los episodios anteriores al final para concluir arcos argumentales de personajes menores "para no tener que meter demasiado al final", lo que permitió que el propio final fuera "menos denso", simplemente "tocando los grandes [temas] y luego encontrando viñetas para todos los personajes ... para que pudiéramos obtener instantáneas de dónde podrían terminar". Según Pendarvis, la escritura de la trama de la serie terminó a mediados de noviembre de 2016, y la última reunión de la trama se celebró el 21 de noviembre.  Un tuit de Osborne reveló que el guion final de la serie se presentó a los guionistas, con la asistencia de Alden y Nyström, el 28 de noviembre. Este episodio se presentó a los productores de la serie durante la tercera semana de diciembre de 2016. La grabación de voces para el episodio finalizó el 31 de enero de 2017, según confirmaron varios miembros del reparto, como María Bamford y Andy Milonakis. El final de la serie se emitió el 3 de septiembre de 2018, recibiendo una acogida mayoritariamente positiva.
Alrededor de un año después, el 23 de octubre de 2019, Cartoon Network anunció que cuatro especiales de una hora de duración -titulados colectivamente Adventure Time: Tierras lejanas- se emitirían en HBO Max. Los especiales se emitieron a lo largo de 2020 y 2021. El 17 de agosto de 2021, se anunció que un segundo spin-off, Adventure Time: Fionna y Cake, centrado en los personajes de Fionna y Cake, que han cambiado de género, fue encargado por HBO Max.

## Personajes
- Finn Mertens: Es un niño de 12 años, ahora adulto (13 a partir de El Tren Misterioso, 14 a partir de la cuarta temporada, 15 en la quinta, 16 a inicios de la sexta temporada y 17 actualmente en la novena en Seventeen). Es el hermano adoptivo de Jake y su mejor amigo. Le gustan las aventuras. Proclamado héroe, su intención es ayudar a todos los que lo necesiten y defender "Ooo", pero debido a su enérgica personalidad, suele encontrarse en problemas y situaciones que requieren más razonamiento que fuerza. Tiene muy buen corazón y es incapaz de hacer cualquier cosa injusta a cualquier cosa o alguien. Finn tiene una fuerte moralidad, aunque también es estrambótico y tiende a saltar espontáneamente en extraños arrebatos y exclamaciones. Uno de sus rasgos más curiosos es que es capaz de cantar con auto-tune, debido a que según él se tragó un pequeño ordenador, aparte tenía un increíble miedo al mar que no le permitía acercarse a él, hasta el episodio Los Últimos Deseos de Billy donde, con su espada mágica de hierba lo deshizo. Siempre lleva un sombrero blanco con forma de oso que esconde una larga cabellera rubia, y va vestido con camiseta, pantalones cortos azules, botas negras y lleva una mochila verde. Además, en el capítulo Escape de la Ciudadela, Finn perdió su brazo derecho, pero lo recuperó en el capítulo Breezy. En el capítulo piloto de la serie su nombre es Pen. En el capítulo El dentista se conoce que el apellido de Finn es Mertens.

- Jake: Es un perro mágico de 30 años de color amarillo, el mejor amigo de Finn y su hermano adoptivo. La principal característica de Jake son sus poderes mágicos y su elasticidad, que le permite manipular la forma, el tamaño y las dimensiones de cualquier parte de su cuerpo de una manera altamente específica. De esta manera, es capaz de adoptar un tamaño gigantesco o minúsculo, o es capaz de estirar sus extremidades como látigos o convertirlas en herramientas. Sus ojos tienen un esquema de color inverso, negro el iris con las pupilas blancas, y recuerdan a unas gafas de sol. En contraste con Finn, Jake es un personaje considerablemente más sereno y relajado, aunque igualmente enérgico y jovial, y suele actuar como un confidente para Finn. Aunque a veces puede ser perezoso y confiado, también ama la aventura, y constantemente emplea sus habilidades para ayudar a Finn en sus misiones. Jake toca la viola, es novio de Lady Raincorn y padre de cinco niños mitad arcoíris mitad perro mágico y que poseen los poderes de ambos. Conoció a Lady Raincorn en el corto original. Tiene fobia a los vampiros, en especial a Marceline, pero a lo largo de la serie supera ese miedo cuando empieza a conocerla.

- Marceline Abadeer: Es la reina de los vampiros; tiene más de mil años, es amante de la música rock y es, junto con Princess Bubblegum (su pareja actualmente confirmada en el episodio Come Along With Me) la mejor amiga de Finn. Su aspecto muestra una piel azul-gris y por lo general una larga melena negra que en ocasiones recorta y peina de diversas formas; porta un bajo creado con el hacha de doble filo de la familia. Es un personaje que cambia de ropa constantemente al igual que Bubblegum. Marceline se describe a sí misma como una chica temeraria. A diferencia de los vampiros tradicionales, se alimenta del color rojo en vez de sangre. Tiene poderes para convertirse en un enorme o pequeño murciélago, lobo, un enorme monstruo, e incluso hacerse gigante. También puede volar y posee poderes como la telequinesis. Tiene una relación tensa con su padre, Hudson Abadeer, el señor de "Nigthsphere", al cual odia por comerse sus patatas fritas y robar su bajo. Finn le temía al principio pero se acercó a ella para liberar al sirviente que tenía y reemplazarlo, allí descubriría que esta no era malvada, solo amante de hacer bromas al resto, superando así sus temores hacia ella y entablando una buena amistad. En el episodio I remember you revela que en su infancia, durante la Guerra de los Champiñones conoció a Simon Petrikov (Ice King), quien la cuidó hasta que alguna razón desconocida (quizás relacionada con su corona) lo hiciera abandonarla para mantenerla segura; en la actualidad aunque Ice King la conoce no parece recordar quien es o la relación que tenían, sin embargo para Marceline aún es una persona cercana y valiosa por lo que le duele verlo así y por ello intenta evitar estar cerca suyo. En el episodio Finn the human dice ser una mitad demonio, lo que demuestra que es un mestizo transformado en vampiro; en esta misma historia se muestra una versión suya de una realidad paralela que nunca fue mordida, por ello aunque podía vivir tanto como su contraparte era víctima del envejecimiento, siendo una anciana en la época de Finn y Jake.

- Princess Bubblegum (Princesa Chicle en España, Dulce Princesa en Hispanoamérica): La Princesa Bonnibel Bubblegum es un personaje principal en la serie Adventure Time, que apareció por primera vez en el corto de animación. Ella es la gobernante benevolente del Candy Kingdom (Dulce Reino en Hispanoamérica) (Aunque numerosas veces se le tilda de autoritaria y controladora con cada habitante del reino). Es una creadora y portadora de civilización y desarrollo, una inventora amante de la tecnología; detesta todas las cosas que estén relacionadas con los tiempos pasados y anteriores a su época, también detesta la magia y las supersticiones pues para ella son la misma cosa. Es la princesa con mayor empatía por parte del Ice King. Bubblegum toma la apariencia física de 19 años de edad aunque en el episodio El Baúl muestra que tiene 827 años, no obstante, en el episodio Simon and Marcy de la quinta temporada, aparece una sustancia rosa similar a la goma de mascar que le regala a Simon una lata de sopa de pollo para Marceline (que estaba enferma), por un momento se ve una cara sonriendo en la goma que, bien podría ser la princesa en su forma primigenia, lo que querría decir que su edad sería de mínimo 996 años como lo indica al inicio del episodio.

- Ice King (Rey Hielo en España, Rey Helado en Hispanoamérica): Antiguamente Simon Petrikov, es el anterior antagonista principal de Adventure Time. Tiene 1043 años. Su crimen típico consiste en secuestrar a una princesa y obligarla a casarse con él, lo que Finn y Jake frustran cada vez. Como su nombre lo indica, Ice King se anuncia a sí mismo como el Soberano del Reino de Hielo. Sus habilidades mágicas están contenidas y se controlan con su corona, y por lo tanto, es impotente sin ella. Su corona es también la causa de su pérdida de la cordura, su inusual color de piel azul, su sobresaliente nariz-goblin, con los ojos en blanco, y la barba-stark blanca. Algún tiempo antes de la Guerra de los champiñones, descubrió el Enchiridion y compró la corona durante sus varias expediciones alrededor del mundo. Tiene pingüinos como sirvientes, y el más destacado es el pingüino Gunter, que resultó ser una antigua entidad cósmica llamada Orgalorg.

- El Conde de Lemongrab: (Limoncio en España, Limonagrio en Hispanoamérica) es nervioso, celoso y desagradable. A menudo cuando es molestado u ofendido, levanta la voz y grita. Es de color amarillo, su cabeza tiene forma de limón, tiene una nariz larga y puntiaguda como la del rey hielo además una larga lengua de serpiente. Su torso es delgado y sus extremidades finas como fideos. Suele vestir con un traje gris oscuro, botas y un cinturón verde con una hebilla en forma de limón. Limoncito fue un experimento de la princesa chicle que salió mal, ya que este arrebató el trono a la princesa consiguiendo que la esta volviera a tener 12 años. En otra ocasión Limoncito reclamó chuches para su reino ya que estaba completamente solo, así, la princesa decidió crear a un segundo Limoncito para hacerle compañía. A pesar de ser un antagonista no es malo, simplemente no se adapta por completo a la vida. Sus acciones están impulsadas por la ira, pero no enfoca la maldad hacia nadie en especial. Al conde le gusta el orden y no puede funcionar a no ser que todo el mundo le haga caso, ya que siempre está bajo la ilusión de que tiene la razón.
- Lumpy Space Princess: (Princesa Grumosa en Hispanoamérica, Princesa del Espacio Bultos en España) como su nombre indica, es la princesa del espacio grumoso. Tiene la apariencia de una nube púrpura, robusta y flotante. No tiene una corona como las otras princesas, sin embargo, la estrella de su cabeza representa su linaje de realeza, ya que solo ella y sus padres poseen esa característica. Cumple con la personalidad de niña malcriada y chismosa, así como sarcástica y dramática. Su primera aparición se dio en el capítulo de “problemas en el espacio grumoso”.
- BMO: también conocido como Beemo, es la consola de videojuegos de Finn y Jake. Fue diseñado para entender el concepto de diversión y por eso siempre quiere jugar con Finn y Jake. Al parecer, BMO desea pasar los límites digitales de su estructura y pasar a ser un ser vivo, ya que se le ha visto en varios episodios hablando con su reflejo imaginario a quien llama "Fútbol". BMO es interpretado por el actor Nikki Yang.
- Flame Princess: (Princesa Flama en Hispanoamérica, Princesa Llama en España) su nombre es Phoebe y es la princesa del reino de fuego, así como exnovia de Finn. La princesa tiene muy mal genio, problemas de confianza y un núcleo de calor que puede destruir el mundo. Su actitud es en parte tan agresiva debido a que llevaba toda su vida encerrada en una jaula y no sabe mucho sobre el mundo ni las personas. Una vez liberada, la princesa encuentra un gran placer por quemar y destruir cosas, aunque con el tiempo se da cuenta de la responsabilidad que conlleva su poder y decide usarlo únicamente contra el mal. También es una talentosa rapera.
- Lady Rainicorn: (Arcoíris en Latinoamérica, Lady Arcoíris en España) es una unicornio de largo cuerpo. Comparte los mismos colores que un arcoíris y tiene una melena rubia y grandes ojos. Puede volar, atravesar paredes, usar su cuerno para cambiar de color y al igual que sus padres dispara un rayo de luz cromática con su cuerno. Es calmada y le gusta interactuar con Jake y la Princesa Chicle. Es uno de los corceles reales de la princesa chicle, además de su mejor amiga. Ella solo habla en coreano aunque con un traductor puede hablar en español (inglés en la versión original), por tanto es uno de los pocos personajes que no son doblados. Lady está casada con Jake y tiene 5 hijos. En el episodio "Mis Dos Personas Favoritas" Lady explica a Finn que puede volar debido a que su cuerpo intercepta los rayos de luz reflejados por el sol.

## Lugares

### Land of Ooo
Land of Ooo (El País de Ooo en España y La tierra de Ooo en Hispanoamérica) es el escenario principal en Adventure Time y es donde está la casa de Finn y Jake, al igual que todos sus amigos y enemigos. Ésta se divide en varios reinos, de los cuales los más destacados son Reino Helado, Dulce Reino, Reino flama y Espacio Grumoso que técnicamente es un reino porque tiene princesa o un rey. También tiene zonas geográficas, que no se saben si son parte de un reino, como el Bosque y las Malas Tierras. Pendleton Ward ha confirmado que la Tierra de Ooo es un continente. Dentro de Ooo existen seis regiones claves en las historias de la serie:

### Reino Helado
Ice Kingdom (Reino de Hielo en España y Reino Helado en Latinoamérica) es un sitio en la Tierra de Ooo. Parece estar dividido en dos zonas principales. La primera y la que más veces ha aparecido en la serie se compone de muchas montañas puntiagudas de hielo y nieve en los picos que sobresalen de las nubes debido a su gran altura y en la segunda zona hay colinas completamente nevadas donde se puede esquiar como hacen Finn y Jake en el episodio piloto y Prisoners of Love. En la primera es donde se ubica el castillo de Ice King y es el hogar de muchas criaturas del hielo como los pingüinos. Ice Kingdom es visible desde la casa de Finn y Jake ya que según el mapa oficial de Ooo este reino es vecino a las zonas claras donde se encuentra el fuerte del árbol.

### Candy Kingdom
Candy Kingdom (Reino de las Chuches o Chuchelandia en España y Dulce Reino en Latinoamérica) es un reino que se dirige por Princess Bubblegum ya que ella lo creó (hasta el penúltimo capítulo de la sexta temporada cuando el rey de Ooo gana unas elecciones), así como a todos sus habitantes. Está hecha de dulce y azúcar y es el reino más popular y recurrente en la serie. Los ciudadanos que viven allí, la mayoría de ellos parecen algún tipo de caramelo o dulce. Las fiestas y celebraciones más importantes se celebran aquí lo que puede ser la cultura del reino, o la propia personalidad de Princess Bubblegum. Ella misma fue la que construyó el reino confirmado en el capítulo All your Fault. Se sabe que Finn y Jake visitan el reino en muchas de sus aventuras y que Ice King frecuenta este reino en su intento constante de secuestrar a la princesa o simplemente para molestar.

### Fire Kingdom
Fire Kingdom (Reino del Fuego en España y Reino Flama en Hispanoamérica) es el hogar de la mayoría de los elementos de fuego de la Tierra de Ooo. Se compone de volcanes y mares de lava. Su Rey, Flame King (hasta que su hija Flame Princess se rebeló (golpe de Estado) ante él y tomó el trono, a partir del episodio Earth and Water) vive en el Fire Palace. Fire Kingdom hizo su primera aparición oficial en Thank You, y fue un lugar importante en Incendium e Ignition Point. La mayoría de sus habitantes se consideran malvados, incluido el Rey. Aparece por primera vez en Evicted en un flashback donde se muestra a Marceline bailando en un hula-hula en un mar de llamas. Flame Queen es la actual monarca.

### Nightosphere
Nightosphere (La Nochesfera en España y La Nocheósfera en Latinoamérica) es la dimensión donde Hunson Abadeer, el padre de Marceline, la propia Marceline y otros demonios "inmortales" viven. Por medio del portal que Finn abre en la casa de Marceline (dibujando un círculo con una cara sonriente de él, rociando leche de insecto y cantando una frase en latín), se puede observar que es un lugar cubierto de fuego. Es un lugar inmerso en el caos y muchos demonios infelices e insatisfechos.

### Lumpy Space
Lumpy Space (Espacio Bultos en España y Espacio Grumoso en Hispanoamérica) es una dimensión independiente de Ooo, está llena de nubes de color lila y azul que flotan en un fondo púrpura que es como un abismo sin fin. Sobre las nubes hay construcciones donde habitan las personas del Lumpy Space y algunos árboles, sobre una nube se encuentra la casa de la Lumpy Space Princess (Princesa del Espacio Bultos en España, Princesa Grumosa para Hispanoamérica) y sus padres Lumpy Space King y Lumpy Space Queen (el Rey y la Reina del Espacio Bultos en España y Rey y Reina Grumosos en Hispanoamérica), en esta dimensión existe la gravedad, que solo afecta a los "sin-bultos" más que a la gente del Lumpy Space, ya que aunque se observa una caída lenta, los habitantes de esta dimensión pueden flotar con facilidad en la tierra de Ooo. Para acceder a Lumpy Space se requiere de un portal que se encuentra en el Bosque Algodón. El portal es una pequeña rana con voz humanoide, posada sobre un hongo, para abrir el portal se usa la contraseña "¡LO QUE SEA 2008!" para Hispanoamérica, y para España "¡SI, VALE 2009!". Acostumbran organizar un "Gran Baile Semanal" considerado importante para los habitantes del Lumpy Space especialmente los adolescentes. Cuando un habitante de Lumpy Space se casa con otro, la anatomía de ambos tiende a fusionarse, claro ejemplo es el de los padres de la Lumpy Space Princess.

### Land of Aaa
Land of Aaa (Reino de Aaa en España y Tierra de Aaa en Latinoamérica) es una zona que en un inicio se presentó como una versión paralela ficticia donde cada habitante de Ooo tenía una versión de género opuesto. En este reino el Candy Kingdom es gobernado por Prince Gumball y protegido por la humana Fionna y Cake la gata mágica, el enemigo emblemático es Ice Queen, quien intenta secuestrar príncipes y envidia la popularidad de Fionna; otro alterego que ha sido posible ver es Marshall Lee, el demonio vampiro que se divierte molestando a Fionna. A pesar de que en un inicio este reino solo existía en las fantasías de Ice King, En los episodio The Lich y Jake the Dog es posible ver que es uno de los mundos por el cual pasan mientras la criatura intenta llegar hasta Prismo. Actualmente se ha insinuado la posibilidad que este reino sea otra parte del mismo planeta donde existe Land of Ooo, pero no se ha profundizado más al respecto.

## Episodios
| Temporadas | Temporadas | Episodios | Estados Unidos           | Estados Unidos           | Latinoamérica            | Latinoamérica            | España                   | España                   |
| Temporadas | Temporadas | Episodios | Inicio                   | Final                    | Inicio                   | Final                    | Inicio                   | Final                    |
| ---------- | ---------- | --------- | ------------------------ | ------------------------ | ------------------------ | ------------------------ | ------------------------ | ------------------------ |
|            | Piloto     | Piloto    | 11 de enero de 2007      | 11 de enero de 2007      | N/A                      | N/A                      | N/A                      | N/A                      |
|            | 1          | 26        | 5 de abril de 2010       | 27 de septiembre de 2010 | 8 de agosto de 2010      | 29 de octubre de 2010    | 4 de marzo de 2011       | 23 de julio de 2011      |
|            | 2          | 26        | 11 de octubre de 2010    | 9 de mayo de 2011        | 11 de septiembre de 2011 | 19 de marzo de 2012      | 30 de julio de 2011      | 24 de marzo de 2012      |
|            | 3          | 26        | 11 de julio de 2011      | 13 de febrero de 2012    | 26 de marzo de 2012      | 3 de diciembre de 2012   | 31 de marzo de 2012      | 22 de diciembre de 2012  |
|            | 4          | 26        | 2 de abril de 2012       | 22 de octubre de 2012    | 15 de septiembre de 2012 | 24 de noviembre de 2012  | 15 de septiembre de 2012 | 8 de diciembre de 2012   |
|            | 5          | 52        | 12 de noviembre de 2012  | 17 de marzo de 2014      | 19 de noviembre de 2012  | 15 de agosto de 2014     | 15 de diciembre de 2012  | 14 de diciembre de 2014  |
|            | 6          | 43        | 21 de abril de 2014      | 5 de junio de 2015       | 4 de agosto de 2014      | 7 de septiembre de 2015  | 4 de enero de 2015       | 18 de diciembre de 2015  |
|            | 7          | 26        | 2 de noviembre de 2015   | 19 de marzo de 2016      | 4 de enero de 2016       | 25 de julio de 2016      | 22 de abril de 2016      | 23 de noviembre de 2016  |
|            | 8          | 27        | 26 de marzo de 2016      | 2 de febrero de 2017     | 1 de agosto de 2016      | 13 de septiembre de 2017 | 9 de octubre de 2016     | 29 de septiembre de 2017 |
|            | 9          | 14        | 21 de abril de 2017      | 21 de julio de 2017      | 6 de noviembre de 2017   | 1 de mayo de 2018        | 1 de agosto de 2017      | 27 de enero de 2018      |
|            | 10         | 13        | 17 de septiembre de 2017 | 3 de septiembre de 2018  | 5 de marzo de 2018       | 23 de septiembre de 2018 | 3 de septiembre de 2018  | 8 de septiembre de 2018  |
|            | Cortos     | 10        | 10 de julio de 2012      | 2 de septiembre de 2016  | 4 de octubre de 2014     | 14 de septiembre de 2019 | 8 de enero de 2017       | 6 de abril de 2018       |
|            | Especiales | 1         | 20 de julio de 2018      | 20 de julio de 2018      | 25 de agosto de 2018     | 25 de agosto de 2018     | 4 de agosto de 2018      | 4 de agosto de 2018      |

## Reparto
| Personajes           | Personajes                  | Personajes                                      | Voces                        | Voces                 | Voces                                                    |
| Estados Unidos       | España                      | Hispanoamérica                                  | Estados Unidos               | España                | Hispanoamérica                                           |
| -------------------- | --------------------------- | ----------------------------------------------- | ---------------------------- | --------------------- | -------------------------------------------------------- |
| Finn                 | Finn                        | Finn                                            | Jeremy Shada Jonathan Frakes | Ariadna Jiménez       | José Antonio Toledano                                    |
| Jake                 | Jake                        | Jake                                            | John Di Maggio               | Tasio Alonso          | José Luis Reza Arenas                                    |
| Princess Bubblegum   | Princesa Chicle             | Dulce Princesa                                  | Hynden Walch Isabella Acres  | Nuria Trifol          | Karla Falcón Claudia Urbán Marina Urbán                  |
| Ice King             | Rey Hielo                   | Rey Helado                                      | Tom Kenny                    | Joaquín Gómez         | Óscar Flores Rafael Pacheco                              |
| Marceline Abadeer    | Marceline Abadeer           | Marceline Abadeer                               | Olivia Olson Ava Acres       | Carmen Calvell        | Isabel Martiñón                                          |
| BMO                  | BMO                         | BMO                                             | Niki Yang                    | Marina García Guevara | Gustavo Melgarejo Héctor Emmanuel Gómez                  |
| Lady Rainicorn       | Lady Arcoíris               | Arcoíris                                        | Niki Yang                    | Niki Yang             | Rossy Aguirre Lupita Leal                                |
| Lumpy Space Princess | Princesa del Espacio Bultos | Princesa del Espacio Grumoso (Princesa Grumosa) | Pendleton Ward               | Aleix Estadella       | Alfonso Obregón                                          |
| Flame Princess       | Princesa Llama              | Princesa Flama                                  | Jessica DiCicco              | Marina García Guevara | Alma de la Rosa Leyla Rangel                             |
| Tree Trunks          | Trompi                      | Tronquitos                                      | Polly Lou Livingston         | Teresa Manresa        | Rebeca Patiño Elsa Covián                                |
| Peppermint Butler    | Mayordomo Menta             | Mentita                                         | Steve Little                 | Enrique Hernández     | Marina Urbán Raúl Anaya Alejandro Urbán Carlos Hernándes |
| Cinnammon Bun        | Don Polvorón                | Pan de Canela                                   | Dee Bradley Baker            | Jaime Morquecho       | Daniel Lacy Gustavo Melgarejo Mark Pokora                |
| Hanson Abadeer       | Hanson Abadeer              | Hanson Abadeer                                  | Martin Olson                 | Jordi Royo            | José Luis Orozco Julián Lavat                            |
| The Lich             | El Lich                     | El Lich                                         | Ron Perlman                  | Joaquín Gómez         | Abel Rocha Alejandro Urbán                               |
| Earl of Lemongrab    | Conde Limoncio              | Conde Limonagrio                                | Justin Roiland               | Rafael Turia          | Alejandro Urbán Miguel Ángel Ruiz                        |

1. ↑  En el episodio Puhoy/Fantasía de Cojines con el papel Finn Adulto
2. ↑  13 Años
3. ↑  Temporadas 1 y 2, temporada 4 desde episodio 48
4. ↑  Temporadas 3 y 4 hasta episodio 47
5. ↑  Temporada 4 en 3 episodios
6. ↑  Temporada 3, dos episodios
7. ↑  Niña
8. ↑  Temporadas 3 y 4
9. ↑  Desde la temporada 5
10. ↑  Temporadas 3 y 4
11. ↑  Desde la temporada 5
12. ↑  Temporadas 3 y 4
13. ↑  Desde la temporada 5
14. ↑  Temporada 5, 2 episodios
15. ↑  Temporada 1
16. ↑  Temporada 2-4
17. ↑  Temporada 2, un episodio
18. ↑  Desde la temporada 5
19. ↑  Temporada 1-4
20. ↑  Temporadas 1-2, recurrente
21. ↑  Desde la temporada 5
22. ↑  Temporada 2
23. ↑  Temporada 3-4
24. ↑  Temporada 2
25. ↑  Temporada 4
26. ↑  Temporada 3-4
27. ↑  Desde la temporada 5

### Doblaje Español España
- País: España
- Estudio: Deluxe 103 (Barcelona, Madrid)
- Director: Joaquín Gómez
- Traducción: Luis Alis (1.ª y 2.ª temporada), Jorge Riera (3.ª,4.ª y 5.ª temporada), Daniel García Cuenca (6.ª y 7.ª temporada)

### Doblaje Español Latino
- País: México
- Estudio: Sensaciones Sónicas (1.ª a 5.ª temporada), SDI Media de México (temporada 5.2-9.ª)
- Director: Óscar Flores (1.ª, 2.ª y 4.ª temporada, 5.2- ), Rafael Pacheco (3.ª temporada), Circe Luna (3.ª y 4.ª temporada), Elsa Covián, Carlos Hugo Hidalgo (4.ª temporada), Juan Antonio Edwards, Arturo Castañeda (6.ª-9.ª)
- Dirección de casting: Cartoon Network Latinoamérica
- Traducción: Carlos Hugo Hidalgo (capítulos 1-41, 47), Jannet León (capítulos 42-46), Circe Luna, Luis Leonardo Suárez, Kora International (temporada 5.2-9.ª) David Bueno
- Productor Ejecutivo: Mario Castañeda (temporada 5.2-6.ª)

## Personas Encargadas
Guionistas:
- Jesse Moynihan: Jesse Moynihan se caracteriza por hacer episodios maduros, filosóficos, excéntricos y depresivos para el show, siendo el de mayor impacto en los mejores episodios de la sexta temporada, siendo el responsable de episodios como "You Forgot Your Floaties", "Astral Plane" y "Too Young".
- Tom Herpich: Escritor reconocido por expresar y plasmar las relaciones de los personajes en sus episodios y creador de varios de los mejores episodios de cualquier serie animada, como "The Lich", "Finn The Human" y más recientemente "Evergreen".
- Somvilay Xayaphone: Es el fruto de intentar traer nuevos escritores a la plantilla. Anteriormente solo hacia storyboards.
- Seo Kim: Normalmente hace episodios junto a Somvilay Xayaphone.
- Rebecca Sugar: Rebecca Sugar incorporó a Adventure Time el rumbo tan depresivo, oscuro y maduro que tomó en la quinta temporada con episodios como "Simon And Marcy" (escrito y dibujado en colaboración con Cole Sánchez). Se retiró de la serie para crear y producir Steven Universe, aunque regresó para escribir la miniserie "Stakes"
- Cole Sanchez: Uno de los principales guionistas que escribió entre otros "Friends Forever".
- Adam Muto: Es el actual encargado de la serie luego de la salida de Pendleton Ward, el creador y aun productor tanto de Adventure Time como de Bravest Warriors.
- Steve Wolfhard: Sus episodios son meramente centrados en la trama de la serie y son caracterizados por humor negro, mezclado con humor absurdo y material filosófico de vez en cuando, siendo "Be More" su mejor episodio hasta la fecha.
- Emily Partridge: Aun es novicia en la escritura de Adventure Time, con episodios como "The Thin Yellow Line". Su estilo es ser gracioso y en cierto modo misterioso, pero de una manera simple.

Otros:
- Joy Ang: Encargada de hacer todas las cartas de título al inicio para cada episodio de la serie.

## Premios y nominaciones

### Televisión
| Año  | Premio                                      | Categoría                                                                         | Nominados                                        | Resultado |
| ---- | ------------------------------------------- | --------------------------------------------------------------------------------- | ------------------------------------------------ | --------- |
| 2007 | Annie Award                                 | Best Animated Short Subject                                                       | For "Adventure Time" short                       | Nom.      |
| 2010 | Primetime Emmy Award                        | Outstanding Short-Format Animated Program                                         | For "My Two Favorite People"                     | Nom.      |
| 2011 | Annie Award                                 | Best Animated Television Production for Children                                  | Adventure Time                                   | Nom.      |
| 2011 | British Academy Children's Awards           | International                                                                     | Adventure Time                                   | Nom.      |
| 2011 | Primetime Emmy Award                        | Outstanding Short-Format Animated Program                                         | For "It Came from the Nightosphere"              | Nom.      |
| 2012 | Annie Award                                 | Best Animated Special Production                                                  | For "Thank You"                                  | Nom.      |
| 2012 | Annie Award                                 | Best Storyboarding in a Television Production                                     | Rebecca Sugar                                    | Nom.      |
| 2012 | Critics' Choice Television Awards           | Best Animated Series                                                              | Adventure Time                                   | Nom.      |
| 2012 | Primetime Emmy Award                        | Outstanding Short-Format Animated Program                                         | For "Too Young"                                  | Nom.      |
| 2012 | Kids' Choice Awards México                  | Caricatura Favorita                                                               | Adventure Time                                   | Nom.      |
| 2012 | Kids' Choice Awards Argentina               | Caricatura Favorita                                                               | Adventure Time                                   | Nom.      |
| 2013 | Annie Award                                 | Mejor Producción Animada de Televisión para Niños                                 | For "Princess Cookie"                            | Nom.      |
| 2013 | Annie Award                                 | Design in an Animated Television/Broadcast Production                             | For "The Hard Easy"                              | Nom.      |
| 2013 | Annie Award                                 | Storyboarding in an Animated Television/Broadcast Production                      | For "Goliad"                                     | Nom.      |
| 2013 | Annie Award                                 | Storyboarding in an Animated Television/Broadcast Production                      | For "Lady & Peebles"                             | Nom.      |
| 2013 | Sundance Film Festival                      | Animated Short Film                                                               | For "Thank You"                                  | Nom.      |
| 2013 | Golden Reel Awards                          | Sound Effects, Foley, Dialogue, and ADR Animation in Television                   | For "Card Wars"                                  | Ganador   |
| 2013 | Annecy International Animated Film Festival | TV Series                                                                         | For "Princess Cookie"                            | Nom.      |
| 2013 | Critics' Choice Television Awards           | Best Animated Series                                                              | Adventure Time                                   | Nom       |
| 2013 | TCA Awards                                  | Outstanding Achievement in Youth Programming                                      | Adventure Time                                   | Nom.      |
| 2013 | Teen Choice Awards                          | Choice Animated Series                                                            | Adventure Time                                   | Nom.      |
| 2013 | Primetime Emmy Award                        | Outstanding Individual Achievement in Animation                                   | Andy Ristaino, for "Puhoy"                       | Ganador   |
| 2013 | Primetime Emmy Award                        | Outstanding Short-Format Animated Program                                         | For "Simon & Marcy"                              | Nom.      |
| 2013 | British Academy Children's Awards           | International                                                                     | Adventure Time                                   | Ganador   |
| 2014 | Annie Award                                 | Best Animated TV/Broadcast Production for Children's Audience                     | Adventure Time                                   | Ganador   |
| 2014 | Annie Award                                 | Outstanding Achievement, Production Design in an Animated TV/Broadcast Production | Nick Jennings, et al.                            | Nom.      |
| 2014 | Annie Award                                 | Outstanding Achievement, Voice Acting in an Animated TV/Broadcast Production      | Tom Kenny                                        | Ganador   |
| 2014 | Annie Award                                 | Outstanding Achievement, Editorial in an Animated TV/Broadcast Production         | Paul Douglas                                     | Nom.      |
| 2014 | Hall of Game Awards                         | Most Valuable Cartoon                                                             | Adventure Time                                   | Ganador   |
| 2014 | Hall of Game Awards                         | Best Cartoon Boogie                                                               | Finn the Human                                   | Nom.      |
| 2014 | Kids' Choice Awards                         | Caricatura Favorita                                                               | Adventure Time                                   | Nom.      |
| 2014 | Critics' Choice Television Awards           | Best Animated Series                                                              | Adventure Time                                   | Nom.      |
| 2014 | Primetime Emmy Award                        | Outstanding Individual Achievement In Animation                                   | Nick Jennings, para "Solo Magos, Bobos No"       | Ganador   |
| 2014 | Primetime Emmy Award                        | Outstanding Short-Format Animated Program                                         | For "Be More"                                    | Nom.      |
| 2014 | Teen Choice Awards                          | Choice Animated Series                                                            | Adventure Time                                   | Nom.      |
| 2014 | TCA Awards                                  | Outstanding Achievement in Youth Programming                                      | Adventure Time                                   | Nom.      |
| 2014 | Kids' Choice Awards Colombia                | Serie Animada Favorita                                                            | Adventure Time                                   | Nom.      |
| 2014 | Kids' Choice Awards México                  | Serie Animada Favorita                                                            | Adventure Time                                   | Nom.      |
| 2014 | British Academy Children's Awards           | International                                                                     | Adventure Time                                   | Ganador   |
| 2015 | Annie Award                                 | Outstanding Achievement, Directing in an Animated TV/Broadcast Production         | Yuasa Masaaki & Eunyoung Choi                    | Nom.      |
| 2015 | Annie Award                                 | Best Animated TV/Broadcast Production for Children's Audience                     | Adventure Time                                   | Nom.      |
| 2015 | Pixel Award                                 | Best Television Website                                                           | Finn and Jake's Big Adventure                    | Ganador   |
| 2015 | Kids' Choice Awards                         | Caricatura Favorita                                                               | Adventure Time                                   | Nom.      |
| 2015 | Teen Choice Awards                          | Choice Animated Series                                                            | Adventure Time                                   | Nom.      |
| 2015 | Peabody Award                               | Children's Programming                                                            | Adventure Time                                   | Ganador   |
| 2015 | Kerrang! Award                              | Best TV Show                                                                      | Adventure Time                                   | Ganador   |
| 2015 | Annecy International Animated Film Festival | TV Film                                                                           | For "Food Chain"                                 | Nom.      |
| 2015 | Kids' Choice Awards México                  | Caricatura Favorita                                                               | Adventure Time                                   | Nom.      |
| 2015 | Primetime Emmy Award                        | Outstanding Individual Achievement in Animation                                   | Tom Herpich, for "Walnuts & Rain"                | Ganador   |
| 2015 | Primetime Emmy Award                        | Outstanding Short-format Animated Program                                         | For "Jake the Brick"                             | Ganador   |
| 2015 | Ottawa International Animation Festival     | Series for Kids                                                                   | For "The Tower"                                  | Nom.      |
| 2015 | British Academy Children's Awards           | International                                                                     | Adventure Time                                   | Nom.      |
| 2016 | Annie Award                                 | Outstanding Achievement, Writing in an Animated TV/Broadcast Production           | Kent Osborne, et al.                             | Nom.      |
| 2016 | Annie Award                                 | Outstanding Achievement, Storyboarding in an Animated TV/Broadcast Production     | Tom Herpich                                      | Nom.      |
| 2016 | Primetime Emmy Award                        | Outstanding Individual Achievement in Animation                                   | Jason Kolowski, for "Bad Jubies"                 | Ganador   |
| 2016 | Primetime Emmy Award                        | Outstanding Individual Achievement in Animation                                   | Tom Herpich, for "Stakes Part 8: The Dark Cloud" | Ganador   |
| 2016 | Primetime Emmy Award                        | Outstanding Short-format Animated Program                                         | For "Hall of Egress"                             | Nom.      |
| 2017 | Annie Award                                 | Best Animated TV/Broadcast Production for Children's Audience                     | Adventure Time                                   | Ganador   |
| 2017 | Annie Award                                 | Outstanding Achievement, Directing in an Animated TV/Broadcast Production         | Kirsten Lepore                                   | Nom.      |
| 2017 | Annie Award                                 | Outstanding Achievement, Production Design in an Animated TV/Broadcast Production | Jason Kolowski                                   | Nom.      |

### Cómics
| Year | Award        | Category                                              | Nominee              | Result   |
| ---- | ------------ | ----------------------------------------------------- | -------------------- | -------- |
| 2013 | Eisner Award | Best Publication for Kids                             | Adventure Time comic | Ganador  |
| 2013 | Harvey Award | Best Original Graphic Publication for Younger Readers | Adventure Time comic | Ganador  |
| 2013 | Harvey Award | Special Award for Humor in Comics                     | Ryan North           | Ganador  |
| 2014 | Eisner Award | Best Lettering                                        | Britt Wilson         | Nominado |

## Película
En febrero de 2015, se dio a conocer que se encuentra en desarrollo una película de animación sobre Adventure Time, con el apoyo de Roy Lee y Chris MacKay, quienes estuvieron a cargo de The Lego Movie y Robot Chicken. La película será distribuida por Warner Bros. Pictures, Frederator Films, Warner Animation Group, y Cartoon Network Studios.
Sería la primera película de Cartoon Network Studios y la segunda colaboración entre Cartoon Network y Warner Bros. en 13 años, luego del lanzamiento de The Powerpuff Girls Movie (Basada en la serie Las Chicas Superpoderosas, otra serie de Cartoon Network) estrenada el 3 de julio de 2002.
Sin embargo, hasta la fecha aun no se ha dado palabra alguna de la película, no se sabe si se va a hacer o no, considerando que la serie ya ha concluido.
En junio de 2024, 9 años después de que se confirmara originalmente la película, se anunció que Cartoon Network Studios estaba trabajando en la película.

## Videojuegos
En mayo de 2012, D3Publisher y Cartoon Network anunciaron el lanzamiento para finales de año de un videojuego sobre la serie con el título de Adventure Time: Hey Ice King! Why'd You Steal Our Garbage?!, para las plataformas Nintendo DS y Nintendo 3DS. Desarrollado por WayForward junto con Pendleton Ward, es una aventura de acción.
En agosto de 2012 Cartoon Network lanzó un juego para teléfonos móviles titulado Héroes de Ooo, y en noviembre de 2012 se lanza el juego para iPhone, iPad y Android titulado Super Finn Saltarín, basado en el juego en línea Finn Saltarín, con una jugabilidad y una lista de logros similares añadiendo un elemento desbloqueable extra, mientras que en la Nokia Store sale Héroes de Ooo, donde tiene que salvar a 4 princesas secuestradas.
En mayo de 2013 se anunció un nuevo videojuego destinado a las plataformas PlayStation 3, Xbox 360, Wii U, PC y Nintendo 3DS, llamado Adventure Time: Explore the Dungeon Because I Don't Know!, desarrollado por WayForward, creadores del anterior juego. El juego salió a la venta el 13 de diciembre en Estados Unidos.
El 14 de diciembre de 2017, Bandai Namco anunció un nuevo videojuego llamado Adventure Time: Pirates of the Enchiridion, que sería desarrollado por Outright Games. Este juego salió a la venta el 20 de julio de 2018, para las plataformas PlayStation 4, Xbox One, Nintendo Switch y PC.